# Ескадрені міноносці типу «Лампо»
Ескадрені міноносці типу «Лампо» (італ. Classe Lampo) — серія ескадрених міноносців ВМС Італії початку XX століття.

## Представники
| Корабель           | Виготовлювач              | Закладено           | Спущено                | У строю             | Статус                      |
| ------------------ | ------------------------- | ------------------- | ---------------------- | ------------------- | --------------------------- |
| «Лампо» «Lampo»    | «Schichau-Werke», Ельбінг | 16 травня 1899 року | 7 жовтня 1899 року     | 23 червня 1900 року | Зданий на злам у 1920 році  |
| «Фречча» «Freccia» | «Schichau-Werke», Ельбінг | 1899 рік            | 23 листопада 1899 року | травень 1902 року   | Затонув 12 жовтня 1911 року |
| «Дардо» «Dardo»    | «Schichau-Werke», Ельбінг | листопад 1899 року  | 7 лютого 1900 року     | липень 1901 року    | Зданий на злам у 1920 році  |
| «Страле» «Strale»  | «Schichau-Werke», Ельбінг | листопад 1899 року  | 19 травня 1900 року    | липень 1901 року    | Зданий на злам у 1924 році  |
| «Еуро» «Euro»      | «Schichau-Werke», Ельбінг | січень 1900 року    | 27 серпня 1900 року    | жовтень 1901 року   | Зданий на злам у 1924 році  |
| «Остро» «Ostro»    | «Schichau-Werke», Ельбінг | березень 1900 року  | 9 лютого 1901 року     | грудень 1901 року   | Зданий на злам у 1920 році  |

## Конструкція
Ескадрені міноносці типу «Лампо» були замовлені у 1899 році німецькій верфі «Schichau-Werke» в Ельбінгу. Вони мали конструкцію, типову для тогочасних есмінців, збудованих на цій верфі. 
Силова установка складалась з 4 парових котлів та двох парових машин потрійного розширення потужністю 6 000 к.с. Вона забезпечувала швидкість 31 вузол.
Артилерійське озброєння складалось з однієї 76-мм гармати «QF 12» та п'яти 57-мм гармат «QF 6». 
Торпедне озброєння складалось з двох 356-мм торпедних апаратів.
У 1915-1918 роках кораблі були переобладнані на мінні загороджувачі. Вони могли нести щонайменше по 12 мін.